# Palača Ivanišević u Makarskoj
Palača Ivanišević u gradiću Makarskoj u fra Filipa Grabovca 17, 19, 19a i 21 predstavlja zaštićeno kulturno dobro.

## Opis dobra
Barokna dvokatnica „U“ tlocrtne dispozicije sagrađena je u 18. st. na Lištunu. Južno pročelje razvedeno je lukovima, s kamenom i drvenom ogradom od stupića. U reljefnim vijencima i kamenim pragovima prisutni su neostilski utjecaji. Nad ulaznim vratima stajao je danas izmješten grb obitelji Ivanišević. Istočno prizemno krilo porušeno je u bombardiranju u II. svjetskom ratu. U unutrašnjosti je nadsvođeno stubište i pločnik u raznobojnim intarzijama. Palača je imala obiteljsku kapelu.

## Zaštita
Pod oznakom Z-5356 zavedena je kao nepokretno kulturno dobro - pojedinačno, pravna statusa zaštićena kulturnog dobra, klasificirano kao "javne građevine".